# Umowa o świadczenie usług w zakresie publicznego transportu zbiorowego
Umowa o świadczenie usług w zakresie publicznego transportu zbiorowego – umowa między organizatorem publicznego transportu zbiorowego a operatorem publicznego transportu zbiorowego, która przyznaje temu operatorowi prawo i zobowiązuje go do wykonywania określonych usług związanych z wykonywaniem przewozu o charakterze użyteczności publicznej.